# 379

## Esdeveniments
- 13 de setembre - Nun Yax Ayin és anomenat rei de Tikal.
- Antioquia - el Sínode d'Antioquia prohibeix a les dones de cantar dins els temples de l'església catòlica

## Necrològiques
- Sapor II, Shahansha (rei de reis) de l'Imperi Sassànida, finalitzant així la primera edat d'or del període sassànida